# Ángel Arango
Ángel José Arango Rodríguez escritor cubano (La Habana, 25 de marzo de 1926 - Miami, 19 de febrero de 2013). Pionero de la ciencia ficción cubana y decano de los escritores de ciencia ficción de la isla. 

## Biografía
Ángel Arango es Doctor en Derecho Civil en la Universidad de La Habana, y especializado en Derecho aeronáutico, y como tal ha publicado numerosos artículos en revistas especializadas, ha formado parte del fondo de árbitros y expertos consultores jurídicos de la Organización de Aviación Civil Internacional, es miembro del Instituto Iberoamericano de Derecho Aeronáutico, del Espacio y de la Aviación Comercial (Madrid, España) y trabajó en el Instituto de Aeronáutica Civil de Cuba. Viajó por varios países y residió en Estados Unidos. En sus comienzos como escritor hizo literatura realista, después se dedicó a escribir cuentos de ciencia ficción.
En 1964 publicó la pequeña colección de cuentos de ciencia ficción ¿A dónde van los cefalomos?, obra que, junto con el poemario La ciudad muerta de Korad de Óscar Hurtado, marca el nacimiento del género en Cuba.
Su estilo está influenciado en gran medida por los clásicos anglosajones de la Edad de Oro de la ciencia ficción, como Bradbury, Sturgeon y Asimov entre otros, si bien posteriormente se observa una inclinación hacia la Nueva Ola en su obra.
En 1966 fue publicado El planeta negro, título en el que aparece el cuento Un inesperado visitante, que luego sería recopilado en numerosas antologías en el extranjero.
En 1982 publicó la novela Transparencia, en la que desarrolla la idea y el escenario del cuento ¿A dónde van los cefalomos?. Con esta novela inicia una serie que incluye Coyuntura (1984) y Sider (1994), en las que el autor plasma sus preocupaciones fundamentales: "Contemplar, aunque sea hipotéticamente, el proceso de la verdad en una etapa más avanzada de la civilización".
Su última novela, La columna bífida permanece inédita.
También publicó en España, la antigua Checoslovaquia, la extinta URSS, la antigua RDA, México, Francia, en revistas argentinas de Córdoba y Buenos Aires. Fue incluido en la antología Lo mejor de la ciencia-ficción latinoamericana, de Bernard Goorden y Van Vogt. En varias ocasiones fue jurado del Concurso David de ciencia ficción.
Falleció en Miami, donde vivía desde el año 2009.

## Obra
- ¿A dónde van los cefalomos? (cuentos), Cuadernos R, 1964.
- El planeta negro (cuentos), Colección Dragón, Arte y Literatura, 1966.
- Robotomaquia (cuentos), Ediciones Unión, 1967.
- El fin del caos llega quietamente (cuentos), Ediciones Unión, 1971.
- Las criaturas (cuentos), Letras Cubanas, 1978.
- El arcoíris del mono (cuentos), Colección Radar n.º 17, Letras Cubanas, 1980.
- Transparencia (novela), Ediciones Unión, 1982.
- Coyuntura (novela), Ediciones Unión, 1984.
- Sider (novela), Unión de Escritores y Artistas de Cuba, 1994.
- La columna bífida (novela), de próxima aparición.